# Smits (geslacht)

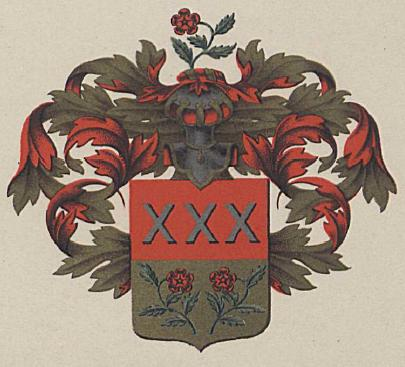
Het familiewapen van de familie Smits

Smits (ook: Smits van Eckart, Smits van Hattert en Smits van Oyen) is een geslacht waarvan leden een rol speelden in de industriële ontwikkeling van de stad Eindhoven in de 19e eeuw en waarvan sommige leden tot de Nederlandse adel behoren.

## Geschiedenis
De oudst bekende stamvader van de familie is Dielis Dielen die in de 15de eeuw in Leende leefde. Vanaf de 16e eeuw dragen zijn nazaten de naam Smits. In de 17e en 18e eeuw waren de familieleden molenaars te Mierlo en Dommelen. Daarnaast speelden zij als schepenen en burgemeesters een rol in het lokale bestuur. Aan het einde van de 18e eeuw richtte Johannes Theodorus Smits (1754-1827) een textielfabriek op (nabij de Stratumse Watermolen) en werd president-schepen van Eindhoven. Zijn nazaten waren fabrikanten en bestuurders.
Het geslacht verdeelde zich in drie takken:
Smits van EckartEen lid van deze tak werd in 1841 in de adelstand verheven met het predicaat jonkheer, maar stierf in 1957 uit met de laatste telg van deze tak die landgoed Eckart in Eindhoven bezat.
Smits van HattertEen lid van deze tak, Franciscus Josephus Smits, heer van Hattert (1797-1858) werd de stamvader van de tak Smits van Hattert die in 1944 uitstierf.
Smits van OyenEen lid van de tak Smits van Oyen werd na het uitsterven van de adellijke tak Smits van Eckart in mannelijke lijn verheven in de adel met het predicaat jonkheer. Andere leden van deze tak werden opgenomen in het genealogische naslagwerk het Nederland's Patriciaat. De toevoeging Oyen is ontleend aan de heerlijkheid Oyen die de familie sinds 1836 bezit.

## Enkele telgen

### Smits
Johannes Theodorus Smits (1754-1827), vader van hieronder vermelde stamvader van tak van Eckart
- Josephus Smits, heer van Oyen (1786-1845), kocht in 1836 Oijen en werd de stamvader van de adellijke en niet-adellijke takken Smits van Oyen
  - Johannes Theodorus Smits, heer van Oyen (1823-1898), vader van Norbertus C.M. Smits van Oyen (1863-1945)
    - Josephus Theodorus Maria Smits (1858-1898), burgemeester en lid van de Tweede Kamer
    - jhr. mr. Theodorus Gijsbertus Maria Smits, heer van Eckart en in Oyen (1860-1919), vader van jhr. mr. Johannes Th.M. Smits van Oyen (1888-1978)

  - Franciscus Henricus Josephus Smits (1835-1916), burgemeester
    - Arnoldus Josephus Maria Smits (1865-1923), landeconoom
      - Eugène Marie Smits (1895-1958), burgemeester van Den Dungen
      - Arnold Marie Smits (1898-1944), rentenier
        - Bob Smits van Oyen (1928-2004), burgemeester

### Smits van Eckart
Johannes Theodorus Smits (1754-1827); trouwde in 1780 met Veronica Cornelia Janssen, vrouwe van Eckart (1754-1832) die Eckart in het geslacht Smits bracht
- jhr. Johannes Jacobus Smits van Eckart, heer van Eckart (1781-1847)
  - jhr. Norbertus Johannes Jacobus Smits van Eckart, heer van Eckart (1826-1881)
    - jkvr. Aldegonde Hubertine Marie Smits van Eckart (1867-1957), laatste telg van deze tak
    - jhr. Jean-Marie Octave Smits van Eckart (1871-1909), laatste mannelijk telg van deze tak

### Smits van Oyen

#### Patriciaatstak
Norbertus Cornelius Maria Smits van Oyen (1863-1945), zoon van genoemde Johannes Theodorus Smits (1823-1898)
- Franciscus Johannes Maria Smits van Oyen, heer in Oijen (1895-1984), Tweede Kamerlid
  - Anna Maria Johanna Smits van Oyen (1939); trouwde in 1966 mr. Reynier Flaes (1935-2018), ambassadeur
- Maria Theresia Theodora Smits van Oyen (1899-1989); trouwde in 1921 met jhr. Charles Emile Joseph Marie Verheyen (1892-1941), hofdienaar
- Joanna Wilhelmina Maria Smits van Oyen (1902-1994); trouwde in 1928 met prof. Théodore Edmond Emile Henri Mathon (1900-1988), luitenant-generaal, hoogleraar Universiteit Utrecht

#### Adellijke tak
Jhr. mr. Johannes Theodorus Maria Smits van Oyen, heer van Eckart en in Oyen (1888-1978), burgemeester en zoon van genoemde jhr. mr. Th.G. Smits (1860-1919)
- Jhr. mr. Theodore George Marie Smits van Oyen, heer van Eckart en in Oyen (1923-1980), ambassaderaad
  - Jhr. drs. Jean Louis Theodore Smits van Oyen, heer van Eckart en in Oyen (1956-2008), psycholoog
  - Jhr. ir. Frederic Lambert Smits van Oyen (1958), chef de famille van de adellijke tak
    - Jhr. Alexander Smits van Oyen (1994), vermoedelijke opvolger als chef de famille van de adellijke tak

  - Jkvr. Marie Monique Smits van Oyen (1959)
  - Jkvr. Marguerite Pauline Smits van Oyen (1963), biologe en producente van natuurfilms; trouwde in 2007 met Simon King (1962), producent van natuurfilms en presentator
- Jhr. mr. Johannes Jacobus Smits van Oyen (1924-1977), burgemeester
  - Jkvr. Veronica Smits van Oyen (1956); trouwde in 1977 met dr. Johannes Freiherr von Franz (1944), sociaal-economisch geograaf en telg uit het geslacht Von Franz
  - Jkvr. Victoria Smits van Oyen (1957), beëdigd taxateur en kunstzinnig therapeut; trouwde in 1987 met mr. Samuel John graaf van Limburg Stirum (1957), ondernemer, zoon van Adelheid Ferrier (1932) en telg uit het geslacht Van Limburg Stirum
  - Jhr. Jean Marc Smits van Oyen (1962), landbouwer; trouwde in 1993 met mr. Adelheid gravin van Limburg Stirum (1962), landbouwer, dochter van Adelheid Ferrier (1932) en telg uit het geslacht Van Limburg Stirum